# Natasha Bedingfield
Natasha Anne Bedingfield (ur. 26 listopada 1981 w Surrey) – angielska piosenkarka i autorka tekstów. W dniu 21 marca 2009 poślubiła amerykańskiego biznesmena Matthew Robinsona. Zadebiutowała w latach 80. jako członkini zespołu chrześcijańsko-rockowego The DNA Algorithm tworzonego przez artystkę i jej rodzeństwo: Daniela oraz Nikolę Rachelle. Od lat 90. wokalistka nagrywała piosenki rock i gospel dla Hillsong London Church.
Swój pierwszy, solowy album Unwritten Natasha nagrała w roku 2004. Główne brzmienia muzyczne na albumie to wolne pop-rock inspirowane muzyką R&B, które doprowadziły do dołączenia artystce tytułu światowej gwiazdy ze sprzedażą samego debiutanckiego krążka w ilości ponad 2,5 miliona egzemplarzy. W 2007 Bedingfield została nominowana do nagrody Grammy za „Najlepszy żeński występ pop” z piosenką „Unwritten”. Drugi album wokalistki, N.B. (2007), promowany był przez trzy utwory: „I Wanna Have Your Babies”, „Soulmate” i „Say It Again”, które nie zajęły miejsca w Top 5 brytyjskiego notowania najlepiej sprzedających się singli.
Natasha Bedingfield promuje światową akcję humanitarną „Stop the Traffik”, która pomaga głodującym dzieciom. Kampania prowadzona jest przez matkę artystki pod nazwą „Global Angels”. W roku 2008 wzięła udział w nagraniu charytatywnej piosenki „Just Stand Up”, z której dochód został przekazany instytucjom pomagającym osobom żyjącym z nowotworem.

## Dzieciństwo i młodość
Natasha Bedingfield urodziła się w Lewisham pod Londynem. Jej rodzice Molly i John Bedingfieldowie pochodzili z Nowej Zelandii i byli wolontariuszami, którzy często wyjeżdżali, dlatego dzieciństwo spędziła u rodziny w Nowej Zelandii. Ma trójkę rodzeństwa: starszego brata Daniela i młodszą siostrę Nikolę, którzy również są wokalistami pop, oraz młodszego brata – Joshuę. Jej zainteresowanie muzyką zostało rozbudzone w najmnłodszych latach przez rodziców, którzy zapisali ją na naukę gry na gitarze i pianinie. Jako nastolatka razem z dwójką rodzeństwa (Danielem i Nikolą) założyła zespół chrześcijańsko-rockowy The DNA Algorithm. Istnienie grupy umożliwiło Bedingfield poznanie różnych stylów muzycznych oraz wykazanie się w pisaniu tekstów muzycznych. W zespole artystka śpiewała głównie dance-pop o tematyce religijnej, niezależności oraz legalności. Z tymi tematami zetknęła się podczas swojej późniejszej muzycznej kariery. Zespół The DNA Algorithm, zanim się rozpadł, wystąpił na kilku festiwalach muzyki chrześcijańskiej.
Bedingfield przez rok studiowała psychologię na Uniwersytecie Greenwich, by następnie  „pisać coraz lepsze teksty piosenek”. Później skupiła się na śpiewaniu i pisaniu tekstów. W garażu, razem ze swoimi przyjaciółmi, którzy pracowali w studiu muzycznym, zaczęła nagrywać dema, aby potem je rozsyłać do wytwórni płytowych. W latach 90. i wczesnych 2000. Bedingfield komponowała oraz nagrywała piosenki dla Hillsong London Church. Jej dokonania zostały uwiecznione na albumach Shout God’s Fame oraz Jesus Is My Superhero w roku 2004.

## Kariera muzyczna

### 2004–2006:Unwritten
W roku 2003 Bedingfield podpisała kontrakt z wytwórnią płytową Sony BMG. Jej pierwszy album Unwritten ukazał się we wrześniu 2004, a udzielają się na nim Steve Kipner, Guy Chambers, Patrick Leonard i raper Bizarre. Główne brzmienia muzyczne na albumie to wolne pop-rock inspirowane muzyką R&B. Teksty piosenek na krążku nawiązują do kobiecej wolności i wyzwolenia. Album został ciepło przyjęty przez krytyków; recenzent All Music Guide opisał krążek jako „świetnie wykonany pop nowego stulecia”. Album zadebiutował na miejscu #1 brytyjskiej i w pierwszej trzydziestce amerykańskiej listy sprzedaży oraz pokrył się multi-platynami w Wielkiej Brytanii i Stanach Zjednoczonych. W roku 2007 Bedingfield została nominowana do nagrody Grammy za „Najlepszy żeński występ pop” (utwór „Unwritten”).

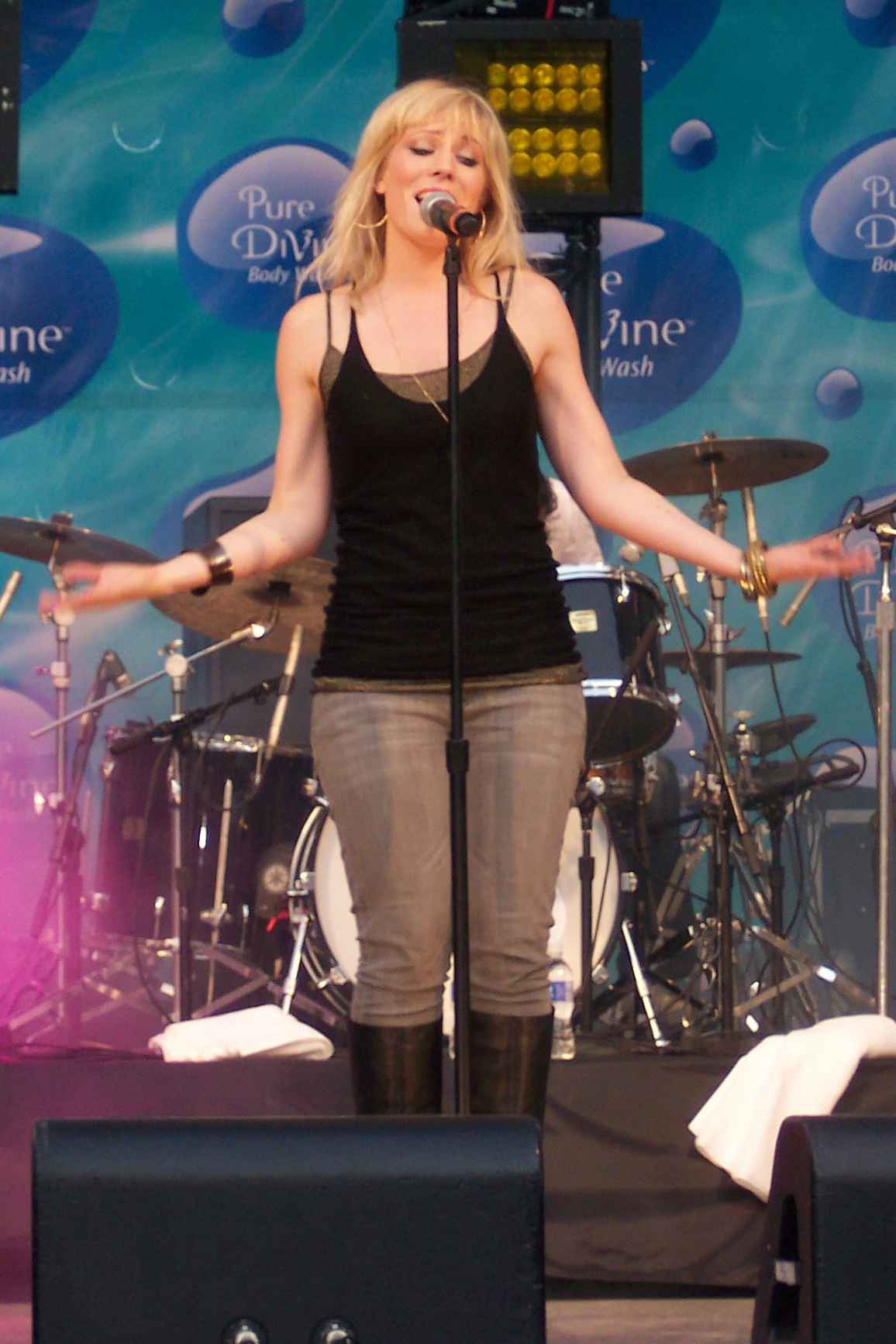
Bedingfield w roku 2007

Pierwszy singiel z płyty „Single” osiągnął miejsce #3 na brytyjskiej liście przebojów. Tekst utworu i teledysk nawiązują do życia singla. Kolejnym singlem z płyty był „These Words”. Utwór najwyższą pozycję osiągnął kilka tygodni po premierze, miejsce #1, czyniąc „These Words” jej pierwszą piosenką, która zajęła pozycję na samym szczycie tamtejszego notowania; singiel zajął również wysoką pozycję w Top 20 amerykańskiej listy Billboard Hot 100 Trzecim singlem z krążka był utwór „Unwritten”, który zajął pozycję #6 na brytyjskiej liście przebojów, a w Stanach Zjednoczonych był w roku 2006 #2 najczęściej granym przez stacje radiowe. Czwartym singlem z płyty okazał się utwór „I Bruise Easily”, który nie osiągnął takiej popularności jak poprzednie piosenki Bedingfield, zajmując pozycję #12 na brytyjskiej liście przebojów.
W listopadzie 2006 Bedingfield wydała DVD Live in New York City zawierające koncert na żywo, dokument o artystce oraz wszystkie wydane przez nią teledyski. Tego samego miesiąca Bedingfield nagrała utwór „Still Here” napisany przez Diane Warren do filmu Rocky Balboa. Mimo iż piosenka nie ukazała się na oficjalnym soundtracku to pojawiła się na drugim, studyjnym albumie Natashy, N.B. (2007).
W lipcu 2007 Bedingfield pojawiła się razem z Esmée Denters na portalu YouTube, gdzie śpiewały utwór „Unwritten”; mimo że Bedingfield słychać było od początku utworu, to pojawiła się na ekranie doiero pod koniec piosenki.

### Od 2007:N.B.orazPocketful of Sunshine

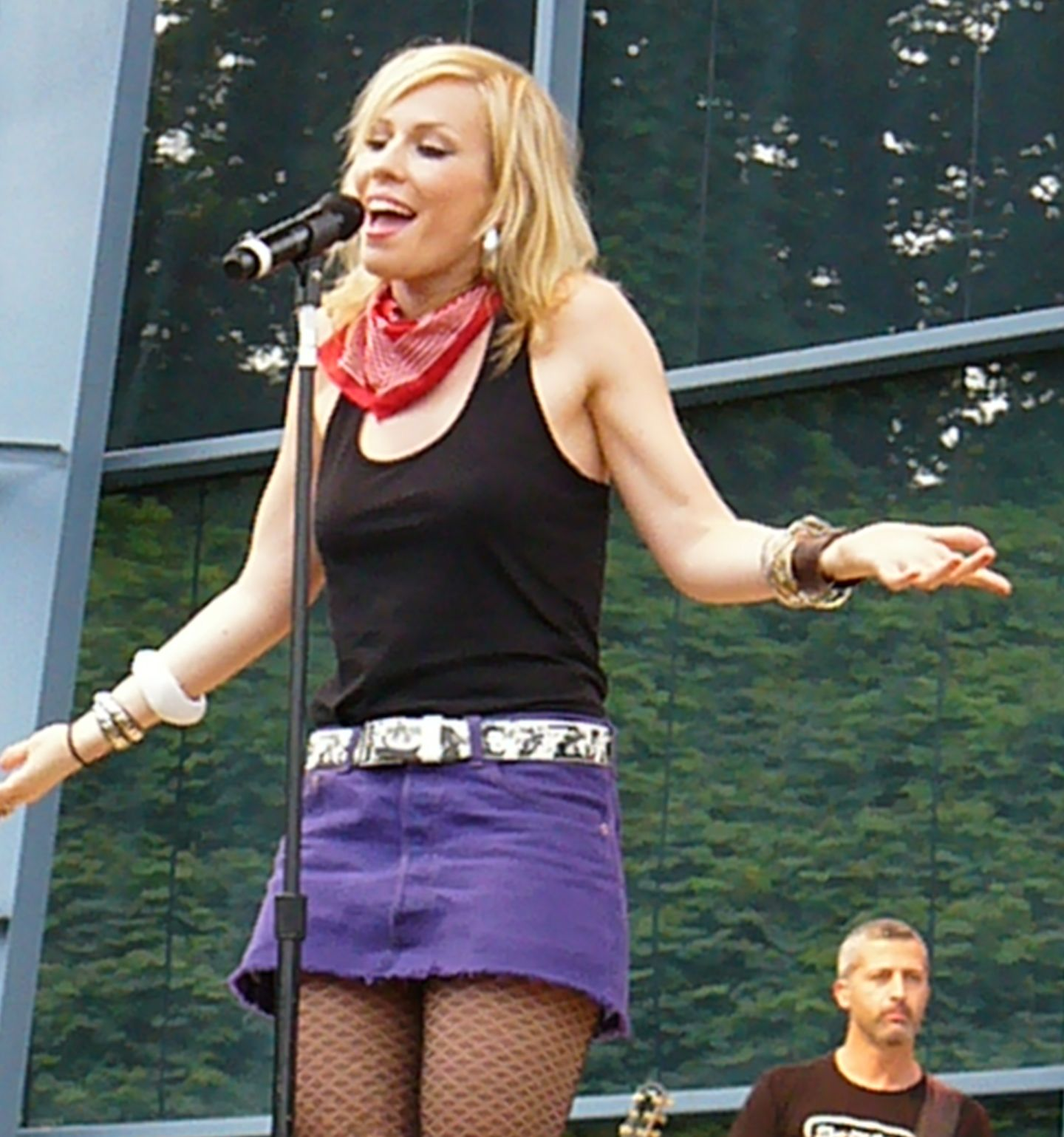
Artystka podczas występu w roku 2008

Drugi album Bedingfield, N.B. ukazał się w kwietniu 2007. W stworzeniu albumu pomagały jej takie sławy jak Eve, czy Adam Levine członek zespołu Maroon 5. Brzmienia muzyczne na krążku nawiązują do R&B, reggae oraz electronica. Bedingfield wyzanała, iż album rzeczywiście różni się od swojego poprzednika, gdyż jest odzwierciedleniem niej samej, która w czasie, gdy powstawał album, poszukiwała swojego wymarzonego partnera. N.B. zadebiutował na miejscu #9 brytyjskiego notowania najlepiej sprzedających się płyt.
„I Wanna Have Your Babies”, główny singiel z albumu, został skomentowany przez krytyków jako „piosenka z banalnym tekstem”, opowiadająca o kobiecie szukającej ojca dla swojego dziecka. Singiel odniósł sukces, osiągając miejsce #7 na brytyjskiej liście przebojów i głównie pozycje w Top 50 na notowaniach innych krajów. „Soulmate” został wydany jako drugi singiel z krążka dnia 2 lipca 2007 i także zajął pozycję #7 na brytyjskim notowaniu. Trzecim singlem z krążka okazała się kompozycja „Say It Again”, która wydana została 8 października 2007 w Wielkiej Brytanii. Z powodu wydania utworu jedynie w formacie Digital Download, piosenka nie cieszyła się popularnością w rodzimym kraju artystki, nie pojawiając nawet na notowaniu Top 100 najlepiej sprzedających się singli.
Aby promować swój najnowszy krążek, Natasha Bedingfield została głównym supportem trasy koncertowej Justina Timberlake’a The Future Sex/Love Show w maju 2007. 1 lipca 2007 pojawiła się na koncercie „Dla Diany”, na Stadionie Wembley w Londynie. 3 października 2007 wokalistka pojawiła się na gali 2007 BT Digital Music Awards w Camden, dzielnicy położonej w południowej części Londynu, aby odebrać nagrodę w kategorii „Najlepszej artystki pop” oraz zaprezentować utwór „Say It Again”.

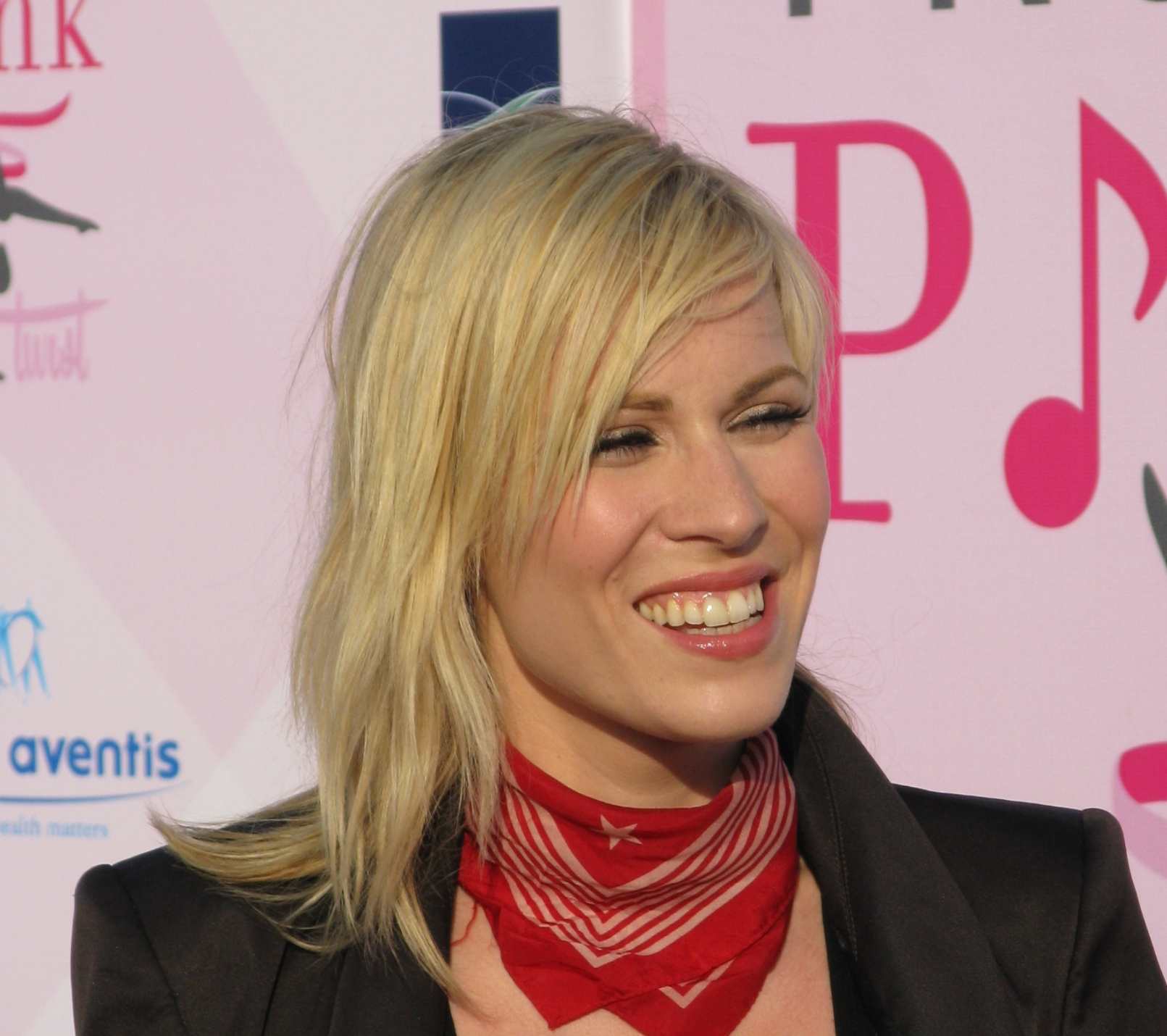
Bedingfield podczas imprezy charytatywnej w roku 2008

Pod koniec roku 2007 wokalistka wydała singiel „Love Like This” przeznaczony wyłącznie na muzyczny rynek Ameryki Północnej. Utwór, w którym gościnnie głosu użyczył raper Sean Kingston, zajął wysokie pozycje na tamtejszych listach przebojów, znajdując się w Top 20 notowania Billboard Hot 100 oraz Canadian Hot 100. Kompozycja ta stała się głównym singlem z krążka Pocketful of Sunshine. Podczas wywiadu w programie TRL, Bedingfield powiedziała, iż album zawierać będzie sześć piosenek z krążka N.B. oraz siedem zupełnie nowych kompozycji między innymi piosenkę „Love Like This”. Krążek wydany został 22 stycznia 2008 roku na amerykańskim rynku muzycznym. Tytułowy utwór z albumu stał się główną kompozycją rozpoczynającą finalną serię programu stacji MTV Wzgórza Hollywood. W lutym 2008 na amerykański rynek muzyczny wydany został drugi singiel promujący krążek, utwór „Pocketful of Sunshine”. Kompozycja, która powtarzając sukces innej piosenki wokalistki „Unwritten”, znalazła się w Top 5 notowania Billboard Hot 100 oraz Top 3 Canadian Hot 100, została nagrana w celach promocyjnych w specjalnym języku, by promować grę komputerową The Sims 2: Czas wolny. Utwór został również wykorzystany w kampanii Start Fresh amerykańskiej telewizji ABC. Po udanym występie drugiego singla na listach przebojów artystka zdecydowała się wydać na amerykański rynek muzyczny kolejną kompozycję prezentującą longplay. „Angel”, wyprodukowany przez Rodneya „Darkchilda” Jerkinsa oraz wydany 11 sierpnia 2008 w Ameryce Północnej, stał się trzecim singlem promującym album Pocketful of Sunshine.

## Dyskografia

### Albumy studyjne
- 2004: Unwritten
- 2007: N.B.
- 2008: Pocketful of Sunshine
- 2010: Strip Me